# Marcela de Marsella
Marcela de Marsella, según la tradición católica, fue discípula de Jesús y sierva de los hermanos de Betania. Es conocida por ser la compañera de Santa Marta durante la cristianización de la actual región francesa de Provenza.

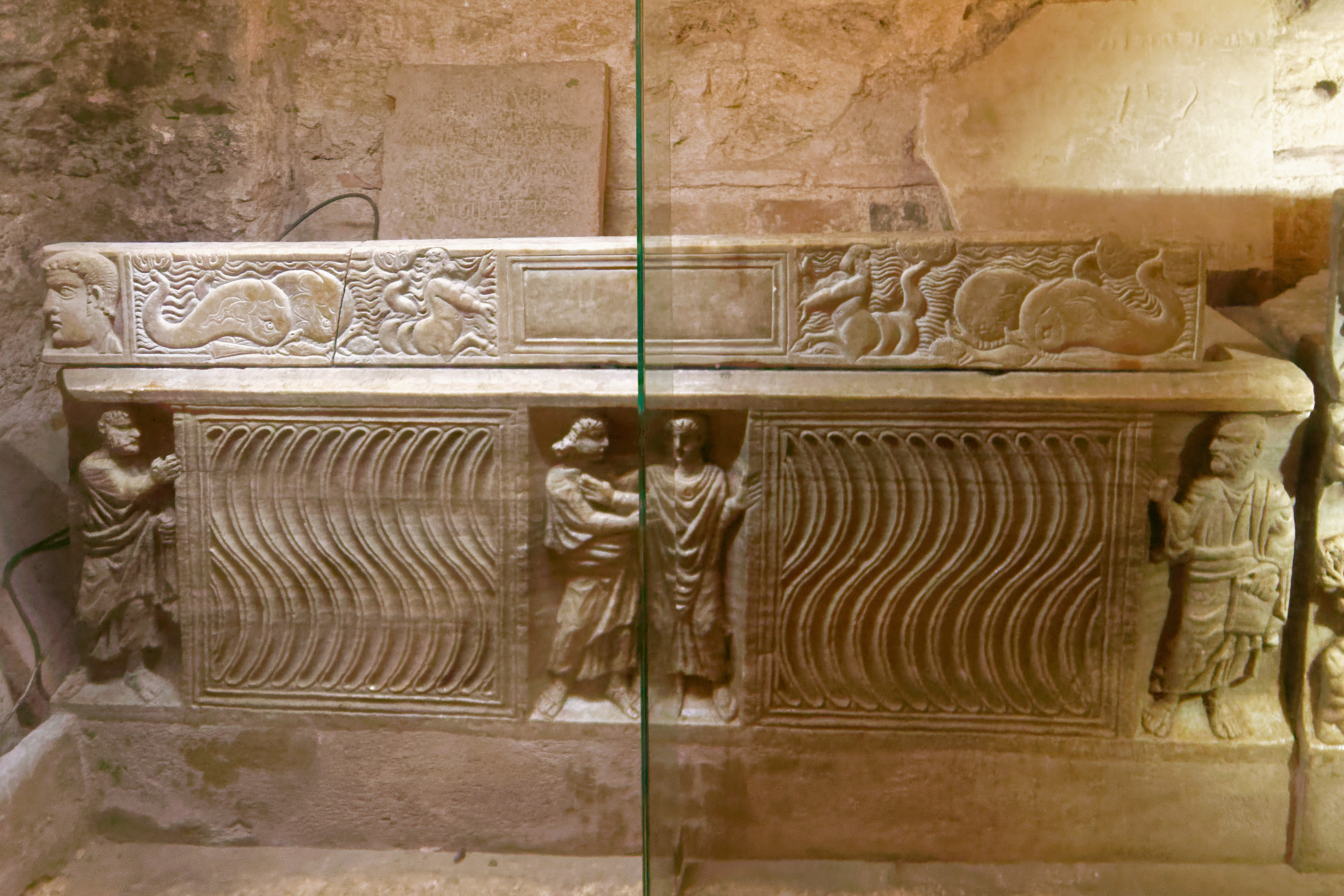
Sarcófago con las reliquias de Santa Marcela en la Basílica de Santa María Magdalena, en Sainte-Baume

Según la Leyenda áurea, Marcela habría sido sierva cristiana de los hermanos Marta, María y Lázaro de Betania, junto con Sara y Maximino, también cristianos. En la obra "El Evangelio tal como me fue revelado" de Maria Valtorta, Marcela fue la encargada de anunciar la agonía de Lázaro y presenciar junto a otras mujeres la Resurrección de Jesús.
Cuando comenzó la persecución de los cristianos en Tierra Santa, allá por el año 44, Marcela, Sara, Maximino y los hermanos de Betania fueron arrojados al Mar Mediterráneo en una barca sin remos que llegó a lo que hoy es la comuna francesa de Saintes-Maries-de-la-Mer. Junto a ellas, otras cristianas: María Magdalena, María de Cleofás y María Salomé. Algunas versiones también incluyen en el grupo a Susana, José de Arimatea y Sidonio.
En territorio francés, el grupo fue acogido por pastores de la región, sin embargo decidieron separarse para propagar las obras de Jesús en diferentes lugares. Marcela acompañó a Marta durante su predicación en la antigua provincia romana de Viennensis, cerca de la ciudad de Marsella, y posteriormente en Aviñón, dejándose guiar sobre todo por la oración durante la evangelización de aquel pueblo.
Sus reliquias reposan con Maximino, Sidonio y Susana en la Basílica de Santa María Magdalena, en Saint-Maximin-la-Sainte-Baume. Los provenzales celebran anualmente su memoria el 31 de enero.